# Afrani Siagri
Afrani Siagri (fl. 345–382) va ser un polític i administrador romà.

## Vida
Afranius era membre de la família aristocràtica romana dels Siagrii, originària de Lió. En els mateixos anys en què va viure Afrani, es documenta l'existència d'un altre Siagri (va ser cònsol el 381), i no sempre és possible distingir la carrera dels dos Siagris.
L'any 369, Afrani és atestat com a notarius. Aquell any, l'emperador romà Valentinià I el va destituir del seu càrrec després d'una operació militar fallida, i Afrani es va dedicar a la vida privada.
Va continuar la seva carrera sota l'emperador Gracià, possiblement per la seva amistat amb el poeta Ausoni. Afrani va ser magister memoriae l'any 379, quan algú anomenat Teodor el va succeir. Entre el 18 de juny de 380 i l'agost de 382 està testimoniat com a prefecte del pretori d'Itàlia. El 381 també va ser praefectus urbi de Roma i cònsol el 382, juntament amb Claudi Antoni.